# Tautobriga
Tautobriga là một chi bướm đêm thuộc họ Erebidae.